# JM Project
JM Projectは、Linuxに関連するマニュアルを日本語に翻訳し、それらをまとめたアーカイブの作成と配布を行っているプロジェクト。
JM Projectでは、manコマンドで参照することができるUNIXマニュアル形式のマニュアルの翻訳を行い、翻訳成果物をまとめたアーカイブを配布している。また、RPMパッケージの配布も行っている。
JM Projectの成果物は、数多くのLinuxディストリビューションにも採用されている。

## 歴史
| 日付           | 出来事 |
| -------------- | --- |
| 1997年2月      | JM Project結成。 |
| 1999年10月15日 | ウェブサイト移転に伴い、ウェブサイトでのマニュアルの参照と検索が可能になる。 |
| 2002年9月15日  | 配布物のディレクトリ構成をFSSTND準拠からFHS準拠に変更する。 |
| 2010年10月24日 | アメリカのSourceForge.netの日本語版サイトSourceForge.JPに移転。 |
| 2015年         | SourceForge.netが開発者に無断でアプリをバンドルして収益化を図る事件が発生。袂を分かち、「OSDN.jp」として独立した。サイトはlinuxjm.osdn.jpに移転。                                  |
| 2023年7月24日  | 中国企業の开源中国（OSCHINA）が、オープンソースプロジェクトのホスティングサービス「OSDN」を2022年に買収したと発表した。この影響により、linuxjm.osdn.jpには接続できなくなっている。 |
| 2023年12月12日 | SourceForge.netに移転。 - https://linuxjm.sourceforge.io/ - https://sourceforge.net/projects/linuxjm/                                                                              |